# Сорокин, Степан Андреевич (старший лейтенант)
Степа́н Андре́евич Соро́кин (13 апреля 1923, Самарская губерния — 31 октября 2009, Тольятти, Самарская область) — участник Великой Отечественной войны, командир взвода противотанковых ружей (ПТР) 850-го стрелкового Витебского Краснознамённого орденов Суворова и Александра Невского полка 277-й стрелковой Рославльской Краснознамённой орденов Суворова и Кутузова дивизии 72-го Стрелкового Ковенского Краснознамённого корпуса 5-й армии, старший лейтенант.

## Биография
Родился в селе Нижнее Санчелеево Ставропольского района Самарской губернии в многодетной семье крестьянина.
Отец — Сорокин Андрей Фёдорович, в 1944 году возглавлял колхоз имени Кирова в селе Нижнее Санчелеево.

 Мать — Агриппина Семёновна.

 Окончил 8 классов сельской школы, училище, затем работал учителем начальных классов в селе Новый Буян Самарской губернии.

## Великая Отечественная война
В Красную Армию был призван Ставропольским РВК в январе 1942 года. Окончил Ульяновское пехотное училище по профилю командир взвода и уже с декабря 1942 года в звании младшего лейтенанта вошёл в состав действующей армии сначала Донского фронта, затем с февраля 1943 года в состав 5-й армии Западного фронта, с апреля 1944 года в составе Третьего Белорусского фронта. Первое боевое крещение получил в боях под Сталинградом. Участвовал в боях за освобождение Ржева, Смоленска, Белоруссии, Литвы. Участник боёв по ликвидации Восточно-Прусской группировки. Участвовал в штурме Кёнигсберга.

### Подвиг
В июле 1944 года в наступательных боях при доставке боевого донесения в штаб 72-го стрелкового корпуса, в районе деревни Черновица, на лейтенанта Сорокина и его ординарца напала группа противника. В результате этого боя были убиты лошади Сорокина и его ординарца, сам ординарец был ранен. Степан Андреевич оказал ему помощь, вывел с поля боя и своевременно доставил боевое донесение в Корпус. За этот подвиг приказом по 277-й стрелковой дивизии от имени Президиума Верховного Совета СССР от 5 сентября 1944 года лейтенант Сорокин Степан Андреевич награждён орденом Красной Звезды.

## Советско-японская война
В составе 1-го Дальневосточного фронта участвовал в войне с Японией.

## Послевоенная биография
После окончания войны продолжил службу в рядах Советской армии. С декабря 1947 года по октябрь 1948 года проходил курсы усовершенствования командного состава. Получил звание капитана. Командовал ротой. Проходил службу в ГДР, в городе Шверин, в Казанском военном округе, в Приволжском военном округе. После демобилизации из армии в 1960 году освоился в городе Ставрополь, Куйбышевской области, работал электрослесарем, а с 1969 года мастером котельного цеха на Ставропольской ТЭЦ «Куйбышевэнерго». За достигнутые высокие производственные показатели работы и внедрение большого количества рационализаторских предложений неоднократно представлялся к наградам и премиям. В 1967 году избирался депутатом городского Совета. Возглавлял жилищно-бытовую комиссию Тольяттинской ТЭЦ. Скончался после продолжительной болезни 31 октября 2009 года. Похоронен на Баныкинском кладбище города Тольятти.

## Семья
Жена — Тамара Георгиевна (29.09.1931 — 6.08.1991). Дочери Ирина (род. 2.03.1957), Наталия (род. 14.03.1958).

## Награды
Ордена:
- Два ордена Отечественной войны II степени;[3][4]
- Орден Красной Звезды;
- Орден Трудовой Славы 3 степени.

Медали:
- Медаль Жукова;
- Медаль За боевые заслуги;
- Медаль «За оборону Сталинграда»;
- Медаль «За победу над Германией в Великой Отечественной войне 1941—1945 гг.»;
- Юбилейная медаль «Двадцать лет Победы в Великой Отечественной войне 1941—1945 гг.»;
- Юбилейная медаль «Тридцать лет Победы в Великой Отечественной войне 1941—1945 гг.»;
- Юбилейная медаль «Сорок лет Победы в Великой Отечественной войне 1941—1945 гг.»;
- Юбилейная медаль «50 лет Победы в Великой Отечественной войне 1941—1945 гг.»;
- Юбилейная медаль «60 лет Победы в Великой Отечественной войне 1941—1945 гг.»;
- Медаль «За победу над Японией»;
- Медаль «За взятие Кёнигсберга» и другие.

Нагрудные знаки:
- Знак «25 лет победы в Великой Отечественной войне»;
- Знак «Ударник девятой пятилетки»;
- Знак «60 лет ГОЭЛРО».